# Jordbruksministerium
Ett jordbruksministerium eller jordbruksdepartement är ett ministerium (regeringsdepartement) som ansvarar för jordbruks-, skogs-, livsmedels- och fiskefrågor samt landsbygdsutveckling. I vissa större fiskenationer såsom Norge och Kanada finns dock särskilda fiskedepartement. I Spanien och Storbritannien har man under 2000-talet slagit samman jordbruks- och miljöministerierna. I Tyskland sorterar även konsumentskyddsfrågor under jordbruksministeriet, vilket tidvis även varit fallet i Sverige. 
Ministeriet leds vanligtvis av en minister (regeringsmedlem), till exempel jordbruksminister. Dennes närmsta rådgivare är en politiskt tillsatt stab som leds av en statssekreterare eller motsvarande.
| Land           | Ministerium | Titel för ministeriets chef                                          |
| -------------- | --- | -------------------------------------------------------------------- |
| Danmark        | Ministeriet for Fødevarer, Landbrug og Fiskeri                                                                                   | Fødevareminister                                                     |
| Finland        | Jord- och skogsbruksministeriet                                                                                                  | Jord- och skogsbruksminister                                         |
| Frankrike      | Ministère de l'alimentation, de l'agriculture et de la pêche                                                                     | Ministre de l'alimentation, de l'agriculture et de la pêche          |
| Italien        | Ministero delle Politiche Agricole, Alimentari e Forestali (MiPAAF) (Ministeriet för jordbruk-, livsmedel och skogspolitik)      | Ministro delle Politiche Agricole, Alimentari e Forestali            |
| Kanada         | Department of Agriculture and Agri-Food (DND)                                                                                    | Minister of Agriculture and Agri-Food                                |
| Norge          | Landbruks- og matdepartementet                                                                                                   | Landbruks- og matminister                                            |
| Spanien        | Ministerio de Medio Ambiente y Medio Rural y Marino (Miljö-, landsbygd- och marinministeriet)                                    | Ministra de Medio Ambiente y Medio Rural y Marino                    |
| Storbritannien | Department for Environment, Food and Rural Affairs (Defra)                                                                       | Secretary of State for Environment, Food and Rural Affairs           |
| Sverige        | Landsbygdsdepartementet | Landsbygdsminister                                                   |
| Tyskland       | Bundesministerium für Ernährung, Landwirtschaft und Verbraucherschutz (BMELV) (Livsmedels-, lantbruks- och konsumentministeriet) | Bundesministerin für Ernährung, Landwirtschaft und Verbraucherschutz |
| USA            | Department of Agriculture (USDA)                                                                                                 | Secretary of Agriculture                                             |